# Martti Parantainen
Martti Mathias Parantainen, född 1 oktober 1903 i Helsingfors, död 25 november 1975 i Helsingfors, var en finländsk musiker, kapellmästare och kompositör. Han förekom även under pseudonymen Mathias Parà.
Parantainens föräldrar var kapellmästare August Parantainen och Saima Cecilia Helin. Efter studier vid Helsingfors konservatorium 1920–1926 inledde Parantainen en karriär som militärmusiker. Han erhöll militärkapellmästares titel 1926, blev fänrik i reserven 1927, musiklöjtnant 1938, musikkapten 1941 och musikmajor 1951. Han blev kapellmästare för 2 cykelbataljonen 1935, för 4 jägarbataljonen 1936, 1 fältartilleriregementet 1938, pansarbataljonen 1941, Tavastlands kavalleriregemente 1945, och utsågs till försvarsmaktens överkapellmästare 1951. Parantainen var lärare vid Viborgs musikinstitut 1945–1951, var andre dirigent för Lahtis stadsorkester 1945–1949 och var överkapellmästare för orkestern vid Olympiska sommarspelen i Helsingfors 1952.
Utanför armén gjorde Parantainen avtryck inom populärmusiken. Det första jazzbandet han spelade i var Trocadero efter att, enligt egen utsago, övat banjospel några timmar på Westerlunds musikaffär. Omkring 1928 engagerades han som banjoist i François de Godzinskys restaurangorkester, och var 1927–1931 violinist i Suomi Jazz Orkesteri. Bland dess notabla medlemmar fanns militärmusikern Hannes Konno och dragspelsvirtuosen Viljo Vesterinen. Förutom med den gruppen gjorde han i egenskap av dirigent för Helsingfors garnisons orkester några grammofoninspelningar 1953.
1935 komponerade han musiken till filmen Kalevan mailta i samband med nationaleposet Kalevalas hundraårsjubileum.

## Inspelade kompositioner
- Ei kukaan minua lemmi (Erkki Eirto 1931)
- Aron tyttö (Tauno Palo, 1934)
- Asemies
- Ukrainatar (Erkki Eirto, 1931)
- Lupita (Erkki Eirto, 1931)
- Lemmenvalssi (Erkki Eirto, 1930)
- Fanfaarimarssi
- Hei rotaplii
- Joulukuun kuudes
- Marssimme yhä
- Merkellinen juttu (Erkki Eirto, 1930)
- Saaristolaisrakkautta (Kurt Londén, 1930)